# Нова синагога (Браїлів)
Нова синагога в Браїлові — синагога, розташована в Браїлові, Україна, на території закритого промислового підприємства.
Побудована на початку 20 століття. Архітектор надав їй історичного шарму. Це одноповерхова будівля з цегли пісочного кольору. У верхній частині фасаду – зірка Давида з різнокольорової цегли. Збереглося багато оздоблень: у тому числі: пілястри, карнизи, двері та віконні рами.